# Mandibule de Montmaurin
La mandibule de Montmaurin est une mandibule humaine fossile découverte en 1949 dans la grotte de la Niche au site des grottes de Montmaurin en Haute-Garonne, France.
Ce fossile montre des caractères néandertaliens mélangés à des traits plus archaïques. Décrite tout d'abord comme « pré-néandertalienne », elle est considérée à l'époque de sa découverte comme le plus vieux fossile de France.
Les dernières études à ce jour (2020) la datent du MIS 7 (entre environ 190 000 à 240 000 ans AP).

## Découverte
La mandibule de Montmaurin est découverte par Raoul Cammas le 18 juin 1949 dans la grotte de la Niche, une diaclase qui se trouve à côté de la grotte de Coupe-Gorge au niveau intermédiaire des grottes de Montmaurin (étagées sur trois niveaux),,,.
Elle se trouvait dans la couche la plus ancienne, antérieure à la couche à grands bifaces acheuléens et proche de la couche à Machairodus.
Cette découverte se fait alors que la cavité a été mise au jour - de même que la plupart des autres grottes de Montmaurin - juste après la fin de la deuxième guerre mondiale, par les carriers qui exploitent le calcaire de la falaise. Le 21 septembre 1945 les grottes nouvellement dévoilées reçoivent la visite de l'abbé Henri Breuil et du comte Henri Bégouën, qui en confient les fouilles à Louis Méroc. Méroc dirige les fouilles des grottes de Montmaurin pendant 15 ans de 1946 à 1961. Mais il ne s'intéresse guère à la cavité de la Niche, qui selon lui ne présente pas de stratigraphie : il pense que la mandibule provient probablement « d’une très vieille couche à rhinocéros de Merck, de la grotte-abri de La Terrasse ».
Raoul Cammas pense différemment. Ayant noté la provenance de chaque objet découvert, y compris deux vertèbres et un tibia humains, une étude ultérieure faite conjointement avec André Tavoso donne la séquence stratigraphique du remplissage.

## Études
Vallois la décrit dans une courte publication, d'abord en français dans les Comptes-rendus hebdomadaires des séances de l’Académie des sciences (Vallois   1955) puis en anglais dans l'American Journal of Physical Anthropology (Vallois   1956).
Quelque vingt ans plus tard, Billy & Vallois la publient plus en détail (Billy & Vallois   1977a et 1977b). Leur étude détaillée assied ce fossile dans le milieu paléo-anthropologique.
Elle est mentionnée par d'autres auteurs dont Rosas (2001), Mounier, Marchal & Condemi (2009).
Vialet et al. (2017) analysent la microstructure dentaire interne des six molaires présentes sur la mandibule à partir des données tomographiques fournies par le laboratoire AMIS de Toulouse, et publient une étude comparative en 2018.

## Datations
Elle est d'abord attribuée à Homo erectus, pour la deuxième partie du Pléistocène moyen ou période interglaciaire Mindel-Riss (MIS (SIO) 9 à 11), soit environ 370 à 410 000 ans AP (pour les dates du Mindel-Riss) ou 337 000 à 424 000 ans (pour les dates du MIS 9 à 11). Mounier et al. (2009) l'apparentent à Homo heidelbergensis, espèce afro-européenne selon eux, avec un âge de 400 000 ans.
Les études de Crégut-Bonnoure et al.   (2010) l'assignent au MIS 7, (soit environ 190 000 à 240 000 ans AP).
À la fin des années 2010, une nouvelle étude du matériel lithique replace ce fossile dans le dernier tiers du Pléistocène moyen (MIS 9 à 6), soit entre 344 ka et 126 ka.
En 2020, Martínez et al. se basent sur une combinaison de données géomorphologiques et paléontologiques et la situent au MIS 7, entre les fossiles du Pléistocène moyen (Sima de los Huesos, la Caune de l'Arago) et les néandertaliens.

## Description
Selon Vialet et al. (2018) , la taille relativement petite de cette mandibule de jeune adulte, comparée à celle d'autres fossiles humains du Pléistocène moyen et notamment la mandibule AT-1 de la Sima de los Huesos à Atapuerca, suggère que l'individu a pu être une femme - avec des restrictions sur cette affirmation faute d'un nombre suffisamment grand de fossiles comparables.
La chronologie de son environnement n'explique pas le fait que cette mandibule n'ait que deux, voire tout au plus trois caractéristiques typiques des néandertaliens. Spécifiquement, les dents sont proches de celles des néandertaliens : la morphologie des surfaces de l'émail de ses molaires est typique des lignées néandertaliennes, celle de la jonction entre émail et dentine est également similaire à celle des néandertaliens, et la morphologie et les proportions de la cavité de la pulpe concordent elles aussi avec les caractéristiques néandertaliennes.
Mais la mandibule elle-même est nettement plus archaïque : elle se rattache aux populations africaines et eurasiennes du début et du milieu du Pléistocène,. Les épaisseurs absolue et relative de l'émail dentaire sont proches de celles de certains hominidés du début du Pléistocène. Son aspect est plus primitif que les fossiles de la Sima de los Huesos, qui sont supposés être plus vieux.
Le même problème se retrouve avec la mandibule BH-1 trouvée à Mala Balanica en Serbie, qui ne présente aucun trait néandertalien et est elle aussi plus archaïque que le Pléistocène, comme son environnement lithique le suggère. La même logique s'applique au fossile de Ceprano, Italie. Comme ces autres fossiles et chacun avec ses caractéristiques uniques, celui de Montmaurin dément une évolution linéaire vers le néandertalien.

## Conservation
La mandibule de Montmaurin est conservée au Musée de l'Homme à Paris. Une copie est exposée au musée de Montmaurin.